# La Débauche (bande dessinée)
La Débauche est une bande dessinée de Jacques Tardi et Daniel Pennac publiée en 1999.

## Présentation
L'histoire commence avec un homme enfermé dans une cage de zoo au Jardin des plantes de Paris, avec la mention : « Homo sapiens, Laborare Carens, chômeur, Europe ». L'homme se nourrit de nourriture pour animaux. Sa présence irrite les collaborateurs du lieu, et attise la curiosité des médias. Sa mort provoque un coup de théâtre, avec une enquête de police touchant aux milieux artistiques...
Cette fable sociale qui vire au polar est une dénonciation du pouvoir, des médias, du libéralisme sauvage. L'œuvre est dédiée « aux lourdés, aux éjectés, aux restructurés… bref, à tous ceux qui se retrouvent sur le carreau ».